# 도둑

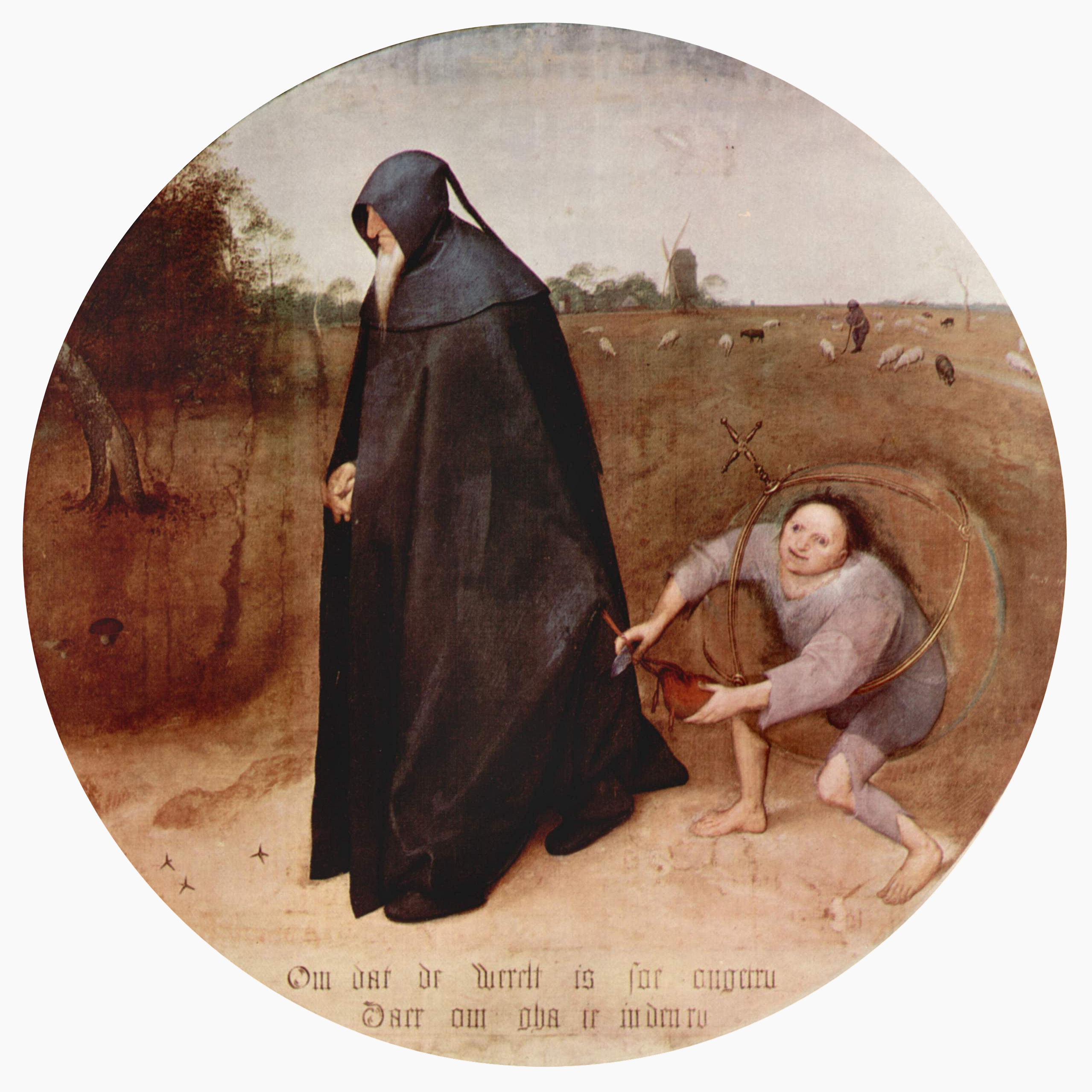
'수도사의 돈주머니를 훔치는 도둑' 1568년 나폴리의 그림

도둑은 다른 사람의 물건을 훔치거나 빼앗는 사람이다.

## 역사
고조선의 8조법에 다른 사람의 물건을 훔친자는 잡아다 노비로 삼는다는 구절로 보아 그 당시 이미 도적이 있었다. 세계사의 여러 고대 문명에서도 도둑의 처벌에 대한 법률을 확인할 수 있다.
- 함무라비 법전: 만약 어떤 지역에서 발생한 절도에 대해 도둑을 잡지 못하면 마을에서 배상하여야 한다.[3]
- 로마 제국의 12표법: 방화범, 절도범, 타인의 경작지에 무단으로 침입한 자는 사형에 처한다.[4]
- 한 고조가 진나라의 법이 지나치게 엄격하자, 민중들이 쉽게 법을 이해하도록 제정한 약법삼장에서도 절도죄를 처벌하겠다는 구절이 나온다.[5]
- 성서: 남의 것을 훔치거나 강탈하는 자. 도둑에 대한 율법 규정을 보면 다음과 같다(출애굽기 22:1-4). ① 소나 양 등 가축을 훔쳐 팔았을 경우에는 4-5배로 배상해야 했다. ② 가축을 훔쳤으나 팔지 않고 가지고 있다 발각되었을 경우에는 2배로 배상해야 했다. ③ 배상 능력이 없을 경우 노예가 되어 노동력으로 그에 상응하는 대가를 지불해야 했다. ④ 야간에 집에 들어온 도둑을 잡다 실수로 살해하는 경우는 정당 방위로 용납되었다. 하지만 대낮에 이런 일이 발생했다면 이는 과잉 대응으로 간주되어 살인죄를 적용하였다. 한편, 도둑질은 단순히 남의 물건을 훔치는 행위 뿐만 아니라 정당한 노력 없이 남의 것을 취하는 일체 행위를 포함한다(고린도전서 6:10).[6]단, 배가 고파서 절도한 생계형 범죄는 적발되지 않는다면 관용하되, 적발되면 7배로 배상해야 했으며( 잠언 6장 30절에서 31절), 절도한 자들은 다시는 절도를 하지 말고, 노동하여 가난한 이들을 돕도록 해야 한다.(에베소서 4장 28절)

고대 사회 이후 절도죄는 중요한 사회 범죄로 취급되었다.

## 법률
현행 대한민국 형법은 절도와 강도의 죄에 대하여 일반 절도의 경우 6년 이하의 징역 또는 1천만원 이하의 벌금의 처벌을 규정하고 있으며, 그외 야간 절도, 특수 절도, 강도, 강도 상해 등에 대하여 처벌규정을 두고 있다.

## 의적
의적(義賊)은 부당하게 재산을 모은 탐관오리나 부자, 귀족들의 재산을 빼앗아 가난한 자에게 나누어 주는 의로운 도둑이다. 에릭 홉스봄은 저서 《의적의 사회사》에서 의적을 원초적인 반란자로 정의하면서 다음과 같이 서술하였다.
| “ | 의적 행위는 억압과 가난에 항거하는 국지적 농민 소요다. 그것은 억압자와 부자에 대한 복수의 함정이고, 억압자를 짓누르고 싶어하는 막연한 바람이며, 개인적 탈법행위의 정당화이다.……그것은 새롭고 완전한 세계를 꿈꾸는 것이 아니라, 사람들이 정당하게 취급받는 전통사회를 꿈꾼다. | ” |
|   | — 에릭 홉스봄, 의적 정의를 훔치다에서 재인용 |   |

## 도둑을 소재로 한 작품

### 영화
- 이탈리안잡
- 큰 도둑 작은 도둑(Steal Big Steal Little)
- 도둑들

### 만화 영화
- 천사소녀 네티

### 문학
- 레미제라블
- 아르센 뤼팽

## 도둑의 예

### 물 도둑
1. 2015년 극심한 가뭄을 겪고 있는 캘리포니아에서 영화배우 톰 셀렉(TOM SELLECK)과 그의 아내는 60에이커에 달하는 자신들의 아보카도 농장에 물을 대기 위해 공공시설물인 소화전에서 이른 아침 트럭을 이용하여 10차례 물을 훔쳐간 것으로 보도되었다.
2. 미국 오레곤 주에 거주하는 게리 해링턴(Gary Harrington)씨는 170에이커에 달하는 자신 소유지에 내린 빗물을 저수지에 모은 혐의로 30일 동안 감옥에 수감되고, 벌금1500달러를 냈으며, 법원으로부터 저수지에 구멍을 내서 물을 흘려보내라는 지령을 받았다.
3. 1971년 서울 양평동의 모 목욕탕이 150mm 송수관에 40mm의 부정수도관을 가설하여 월 600t의 물을 4개월 빼내 썼다. 당시 경향신문의 한 기사는 물 사정이 좋지 않은 도시에서 물을 합법적으로 쓰는 것도 미안해야할 판에 불법으로 쓴 것은 인면수심이라고 규탄하고 있다. 더불어 기사는 주민들의 신고가 여러차례 있었음에도 강력한 조치를 취하지 않은 행정당국에 대해 비판하고 있다.

### 음식 도둑
1. 배고픔을 달래기 위해 슈퍼마켓에서 €4.07 ($4.50)가량의 치즈와 소시지를 훔친 우크라이나 출신의 남성 로만 오스트리아코프(Roman Ostriakov)는 이탈리아 정부로부터 무죄판결을 받았다. 생존에 필요한 행위는 '범죄(crime)'가 아니라는 이유에서다.

## 도둑 관련 문구
"나라 훔친 큰 도둑은 존경 받고 푼돈 턴 작은 도둑은 감옥 간다."

## 같이 보기
- 스매쉬 & 그랩(영어판)